# Flux (Album)
Flux ist ein Album von Fred Van Hove. Die am 15. und 16. Januar 1998 im Veranstaltungsort Les Instants Chavirés in Montreuil nahe Paris entstandenen Aufnahmen erschienen 1998 auf dem 1997 von Jacques Oger gegründeten Independent-Label Potlatch.

## Hintergrund
Der Improvisationsmusiker Fred Van Hove (1937–2022) nahm im Laufe seiner Karriere eine Reihe von Solo-Piano-Alben auf, beginnend mit der LP Fred Van Hove (Vogel, 1973). In den folgenden Jahren entstanden die Alben Live at the University (1975), Prosper (FMP, 1982), Die Letzte (1986), I-II-III (1996) und Passing Waves im Jahr 1997.

## Titelliste
- Fred Van Hove: Flux (Potlatch P 2398)[1]

1. Dérive 50:30
2. Ruwe Ruimte 42:41

Die Kompositionen stammen von Fred Van Hove.

## Rezeption
Steve Loewy verlieh dem Album in Allmusic vier Sterne und schrieb, als einer der wenigen aggressiv frei spielenden Pianisten, die nicht von Cecil Taylor beeinflusst sind, feuere Van Hove Töne mit Schnellfeuer-Intensität und maschinengewehrartiger Präzision ab; seine Beherrschung der Tastatur sei fantastisch. Für Van Hove sei das Klavier „Kautabak, den er kaut, zerdrückt und ausspuckt. Sein perkussiver Stil ergänzt eine melodischere Seite, die mit zwei Fäusten schlägt, gefolgt von gezupften inneren Saiten und dem Schlagen des Holzkastens“.
Nach Ansicht von Richard Cook und Brian Morton, die dem Album in The Penguin Guide to Jazz dreieinhalb Sterne verliehen, projizierte er, wie auch immer, schon bei den frühesten FMP-Aufnahmen eine äußerst individuelle Ästhetik auf dem Free-Jazz-Piano, und mittlerweile sei es ganz seine eigene, während es unvermeidlich von dem Unorthodoxen des Stils durchdrungen ist.